# Mauricio Novoa
Mauricio Novoa (México, 3 de enero de 1997) es un actor de televisión, cantante y modelo mexicano.

## Carrera profesional
Novoa inició participando en el reality show “La Banda en 2015, en la cual tuvo gran éxito. Gracias a su dedicación anteriormente estudió en varias escuelas de actuación en EE. UU. como en el Miami Dade College Dual Enrollment Music Theory Classes y New World School of the Arts High School entre otras. Debuta en 2017 interpretando a Juan Rivera en su etapa de joven en la exitosa serie biográfica de Telemundo Jenni Rivera: Mariposa De Barrio. También al año siguiente realizó un papel estelar juvenil en la serie Al Otro Lado Del Muro realizando el personaje de Tomás el hijo de Litzy en la trama  y también formó parte de la nueva producción de Nickelodeon “Club 57” durante 2019 y 2021.
Para inicios de 2020, se incorporó como parte del elenco de la serie 100 días para enamorarnos como Roberto y en un episodio de Decisiones: unos ganan, otros pierden. En 2021 se integró a la producción de La Suerte de Loli,  donde interpreta a Adonis, junto a Silvia Navarro y Osvaldo Benavides. Por último en 2022 formó parte del reparto de la película Free Will It.

## Filmografía
| Año       | Título                               | Rol                   | Notas                                         |
| --------- | ------------------------------------ | --------------------- | --------------------------------------------- |
| 2021      | La suerte de Loli                    | Adán "Adonis" Rollo   | Telenovela; 27 episodios.                     |
| 2020      | Decisiones: Unos ganan otros pierden | Pedro                 | Unitario; 1 epiasodio                         |
| 2020      | 100 días para enamorarnos            | Roberto               | Telenovela; 3 episodios                       |
| 2019-2021 | Club 57                              | Checho                | Serie de televisión; temporada 2; 3 episodios |
| 2018      | Al otro lado del muro                | Tomas Sullivan Romero | Telenovela; rol principal.                    |
| 2017      | Mariposa de barrio                   | Juan Rivera (joven)   | Serie, rol principal                          |
| 2015      | La banda                             | Él mismo              | Programa de televisión; Concursante           |

## Premios y nominaciones

### Premio Martín Fierro de Platino
| Año  | Categoría                                         | Telenovela        | Resultado |
| ---- | ------------------------------------------------- | ----------------- | --------- |
| 2023 | Mejor actor/actriz de reparto en TV y plataformas | La suerte de Loli | Nominado  |